# Mr of Mr Campus Contest
Mr of Mr Campus Contest（ミスターオブミスターキャンパスコンテスト）は2015年に設立したコンテストである。

## 概要
- 全国の大学から選ばれた中から頂点を決める「Miss of Miss Campus Queen Contest」の男性版である[1]。学生団体MARKSと株式会社エイジ・エンタテイメントが主催している[2]。

- 2020年3月26日に開催されたMr of Mrは、コロナウイルスの感染拡大により史上初の無観客での開催となった[3]。

## 歴代受賞者
| 開催年度 | 開場                   | グランプリ | グランプリ   | 準グランプリ        | 準グランプリ            | 審査員特別賞                   | 審査員特別賞                     |
| 開催年度 | 開場                   | 受賞者     | 大学         | 受賞者              | 大学                    | 受賞者                         | 大学                             |
| -------- | ---------------------- | ---------- | ------------ | ------------------- | ----------------------- | ------------------------------ | -------------------------------- |
| 2014年度 | STUDIO COAST           | 根本拓夢   | 桜美林大学   | 齋藤遼磨            | 國學院大學              | 副島和樹                       | 九州大学                         |
| 2015年度 | ZeppDiverCity（TOKYO） | 片山直     | 東京大学     | 北中健一            | 桜美林大学              | 山本将大                       | 青山学院大学                     |
| 2016年度 | ZeppDiverCity（TOKYO） | 佐藤雅也   | 駒澤大学     | 田淵累生 菅藤佑太   | 中央大学 慶應義塾大学   | 早瀬慧 近澤智 加藤和良         | 東京理科大学 千葉大学 國學院大學 |
| 2017年度 | 赤坂BLITZ              | 水澤崚     | 桜美林大学   | 塙旺雅 吉家怜央     | 桜美林大学 東京工業大学 | 臼田太晟 塙旺雅 丸本拓永       | 武蔵野大学 桜美林大学 駒澤大學   |
| 2018年度 | 赤坂BLITZ              | 草地稜之   | 明治学院大学 | 高橋航大 兵頭海地   | 慶應義塾大学 佛教大学   | 田中友貴 田中尋也 山崎貴史     | 福岡大学 桜美林大学 國學院大學   |
| 2019年度 | 赤坂BLITZ              | 一光希     | 桜美林大学   | 木立瑠耶 落合純平   | 明治学院大学            | 新納侃 内藤智也 吉田翔馬       | 日本大学 獨協大学 法政大学       |
| 2020年度 | EX THEATER ROPPONGI    | 鈴木廉     | 立教大学     | 福島有稀 金井優希   | 学習院大学 拓殖大学     | 白木慈恩 大崎智也 米倉聖真     | 慶應義塾大学 千葉大学 桜美林大学 |
| 2021年度 |                        | 髙尾昇吾   | 中央大学     | 金澤光平 山根亮     | 千葉大学 青山学院大学   | 宮川拓実 遠藤響生 森洸人       | 学習院大学 横浜国立大学 千葉大学 |
| 2022年度 |                        | 佐々木崇仁 | 青山学院大学 | 片寄翔太 土屋黎     | 慶應義塾大学 東洋大学   | 堀士真之佑 柏木智貴 大窪謙志郎 | 専修大学 中央大学 九州大学       |
| 2023年度 |                        | 柴田龍之介 | 関西大学     | 西ヶ谷涼太 岡内大輔 | 桜美林大学 関西学院大学 | 吉川来希賞 若林龍貴 黒川祐樹   | 青山学院大学 学習院大学 駒澤大学 |

## 本コンテスト出身の人物
| タレント | 所属事務所・現職 | 出場年度                                                                                         |
| -------- | --- | ------------------------------------------------------------------------------------------------ |
| 副島和樹 | イー・コンセプト所属 俳優、映画「40万分の1」出演                                                                        | 2015審査員特別賞 2016年第29回ジュノン・スーパーボーイ・コンテストファイナリスト 2014ミスター九大 |
| 宇都宮真 | AKATSUKI ENTERTAINMENT所属 LUNARメンバー                                                                                | 2015ファイナリスト、2014ミスター立教                                                             |
| 相沢一貴 | AKATSUKI ENTERTAINMENT所属 LUNARメンバー                                                                                | 2015ファイナリスト、2014ミスターMISAKI                                                           |
| 星元雄大 | シンガーソングライター                                                                                                  | 2015ファイナリスト、2014ミスター関大                                                             |
| 片山直   | サントリー「ほろよい」CM出演                                                                                            | 2016グランプリ、2015ミスター東大                                                                 |
| 北中健一 | エーライツ所属 俳優、TBS恋んトスシーズン6、17(イチナナ)CM、イタズラなkiss出演                                           | 2016準グランプリ、2015ミスター桜美林                                                             |
| 山村伊織 | フェイスモデルス所属 モデル                                                                                             | 2016ミスターコレ賞、2015ミスター関大                                                             |
| 田淵累生 | VOYZ entertainment所属 VOYZ BOY teamBLUE・ハイスクールチルドレンメンバー                                                | 2017準グランプリ、2016ミスター中央                                                               |
| 行徳智仁 | エイベックス・マネジメント所属 俳優                                                                                     | 2017ミスターコレ賞、2016ミスター青山                                                             |
| 川津武大 | スターダストプロモーション所属 俳優                                                                                     | 2017ファイナリスト、2016ミスターMISAKI                                                           |
| 奈須貴人 | オフィス作所属 俳優 | 2017ファイナリスト、2016ミスター立正                                                             |
| 早瀬慧   | アドス所属 タレント・俳優、NHK「林修の見れば納得！ギジンカイメイ」出演                                                  | 2018審査員特別賞・モデルプレス賞、2016ミスター理科大                                             |
| 伊藤セナ | STARAGHT entertainment所属 俳優                                                                                         | 2018ファイナリスト、2017ミスター帝京                                                             |
| 松浦尚久 | オムニア所属 俳優・ナレーター                                                                                           | 2018ファイナリスト、2017ミスター専修                                                             |
| 松村心博 | トライクルーエンタテインメント所属 THE UNIVERSITYメンバー                                                               | 2018ファイナリスト、2017準ミスター理科大                                                         |
| 小出優希 | トライクルーエンタテインメント所属 THE UNIVERSITYメンバー                                                               | 2018ファイナリスト、2017ミスター武蔵野                                                           |
| 坂田飛鳥 | シンガーソングライター                                                                                                  | 2018ファイナリスト、2017ミスター音大                                                             |
| 草地稜之 | Showtitle所属 （円神-エンジン- メンバー） PRODUCE 101 JAPAN season1練習生                                               | 2019グランプリ、2018ミスター明学                                                                 |
| 山崎貴史 | ソニーミュージック TDM 所属 俳優                                                                                        | 2019審査員特別賞、2018ミスター國學院                                                             |
| 新納直   | COUPE MANAGEMENT所属 タレント ユーチューバー                                                                            | 2020審査員特別賞、2019ミスター日大文理                                                           |
| 吉田翔馬 | 無所属 PRODUCE 101 JAPAN season2練習生                                                                                  | 2020審査員特別賞、2019準ミスター法政                                                             |
| 一光希   | 無所属 2016年11月〜2020年11月、ダンスボーカルグループ「whiteA」で活動                                                   | 2020グランプリ、2019準ミスター桜美林                                                             |
| 鈴木廉   | 2017年7月〜2019年2月、アイドルグループ「YsR(仮)」で活動 無所属 2019年9月～ ダンスボーカルグループ「GIV_LEUGEL」メンバー | 2021グランプリ、2020ミスター立教                                                                 |